# Sam Davis
Pour les articles homonymes, voir Davis.
Sam Davis (né le 20 août 1991) est un coureur cycliste australien.

## Palmarès
- 2009[1]
  - 2e étape de la Pemberton Classic
- 2010
  - 3e du Tour de la mer de Chine méridionale
- 2011
  - 3e du Canberra Tour
- 2012
  - 1re étape du Tour de Tasmanie (contre-la-montre par équipes)
- 2013
  - 1re étape du Tour de Tasmanie (contre-la-montre par équipes)
  - Prologue du Tour de Southland (contre-la-montre par équipes)

## Classements mondiaux
| Année         | 2014 |
| ------------- | ---- |
| UCI Asia Tour | 342e |